# Lindaunisbrücke
Die Lindaunisbrücke ist eine Straßen- und Eisenbahnklappbrücke, die den Meeresarm Schlei an einer seiner schmalsten Stellen überspannt. Die Brücke liegt im Gemeindeteil Lindaunis der Gemeinde Boren in Schleswig-Holstein, im km 44,6 der im Verzeichnis der örtlich zulässigen Geschwindigkeiten der Deutschen Bahn (VzG) aufgeführten Strecke 1020.
Seit 2021 ist die Brücke für Eisenbahnen und Kraftfahrzeuge gesperrt. Sie kann seitdem nur noch zu Fuß überquert werden. Die Brücke wird abgebaut und durch einen Neubau ersetzt (siehe Neubau der Brücke).

## Technische Daten

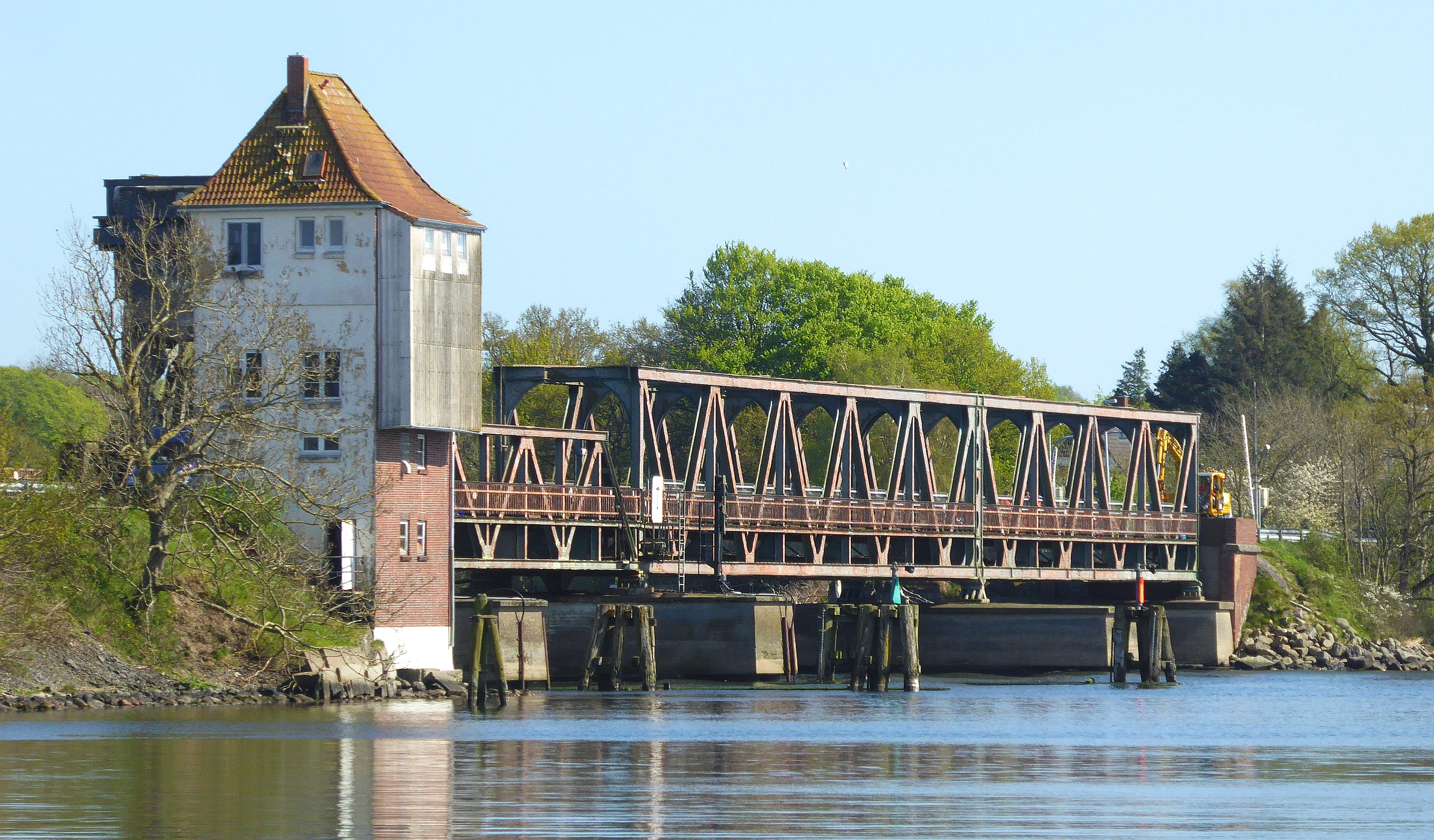
Lindaunisbrücke von Nordwesten gesehen

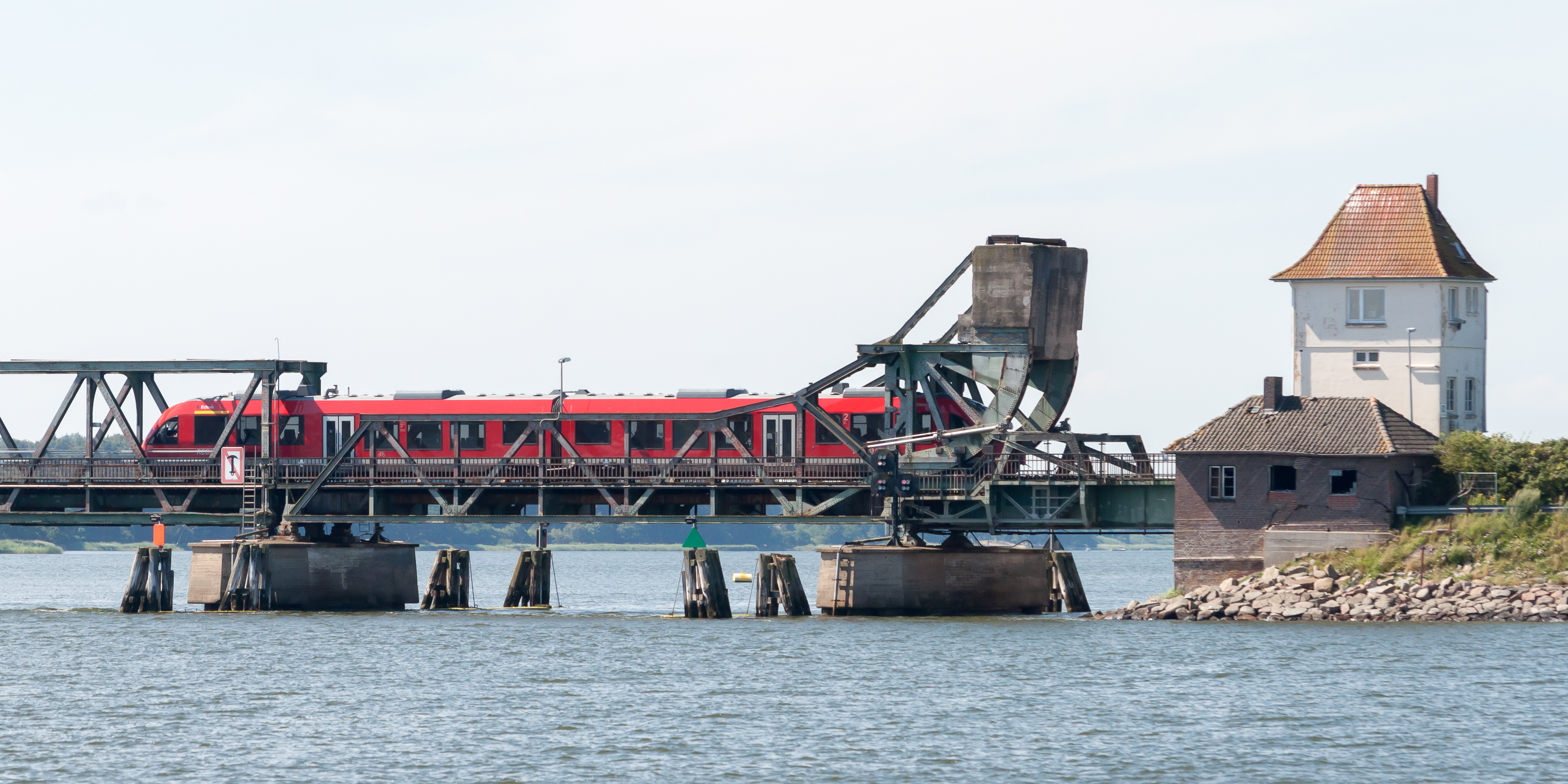
Regionalzug auf der Klappbrücke

Die seit 1997 denkmalgeschützte Brücke verbindet die beiden Halbinseln Schwansen und Angeln. Sie wurde am 17. Juli 1927 mit Kettenantrieb für den Verkehr freigegeben und besteht zum Teil aus Stahlfachwerk, zum anderen Teil aus einer Klappbrücke. 1975 wurde der Antrieb auf Hydraulik umgebaut.
Die Besonderheit dieser Brücke ist die wechselseitige Benutzung durch die im Stundentakt verkehrende Regionalbahn auf der Bahnstrecke Kiel–Flensburg und den Straßenverkehr. Die Öffnung der Klappbrücke für den Schiffsverkehr erfolgte früher tagsüber stündlich gleichzeitig mit der Schleibrücke Kappeln. Auf Grund von Schäden und Bauarbeiten ist die Zahl der Öffnungen jedoch schon mehrere Jahre auf 4-5 pro Tag reduziert. Die Bedienung der Brücke erfolgt aus dem Betriebsgebäude vor Ort.

## Geschichte
Von 1881 bis 1926 gab es in Lindaunis eine Drehbrücke, die östlich der heutigen Brücke die Schlei überquerte. Diese bestand aus einem Drehteil in der Mitte und außen zwei Bogenbrücken.
Weil die Schifffahrtsöffnung der Drehbrücke zu klein war, wurde die heutige Klappbrücke gebaut. Die Stahlfachwerküberbauten wurden von der Drehbrücke Taterpfahl übernommen, die 1920 aufgegeben wurde.
Ab 2006 wurde ein neues elektronisches Stellwerk Regional (ESTW-R) Lindaunis von Funkwerk errichtet, dessen Zentrale (ESTW-Z) im Bahnhof Eckernförde untergebracht sein und die Lindauniser Schlei-Klappbücke sowie die Signale auf dem gesamten Streckenabschnitt zwischen Eckernförde und Flensburg steuern sollte. Wegen Problemen bei der Zulassung kam es allerdings nie zu einer Inbetriebnahme. Nach Übernahme der Sparte von Funkwerk durch Scheidt & Bachmann wurden 2014 auf der Strecke ESTW-R vom Typ ZSB 2000 in Betrieb genommen. Der Bedienplatz befindet sich im Betriebsgebäude an der Brücke. Dort ist wegen der Brücke weiterhin ein elektromechanisches Stellwerk vom Typ S&H 1912 vorhanden.
Dort befindet sich die Betriebsstelle Boren Schleibrücke.

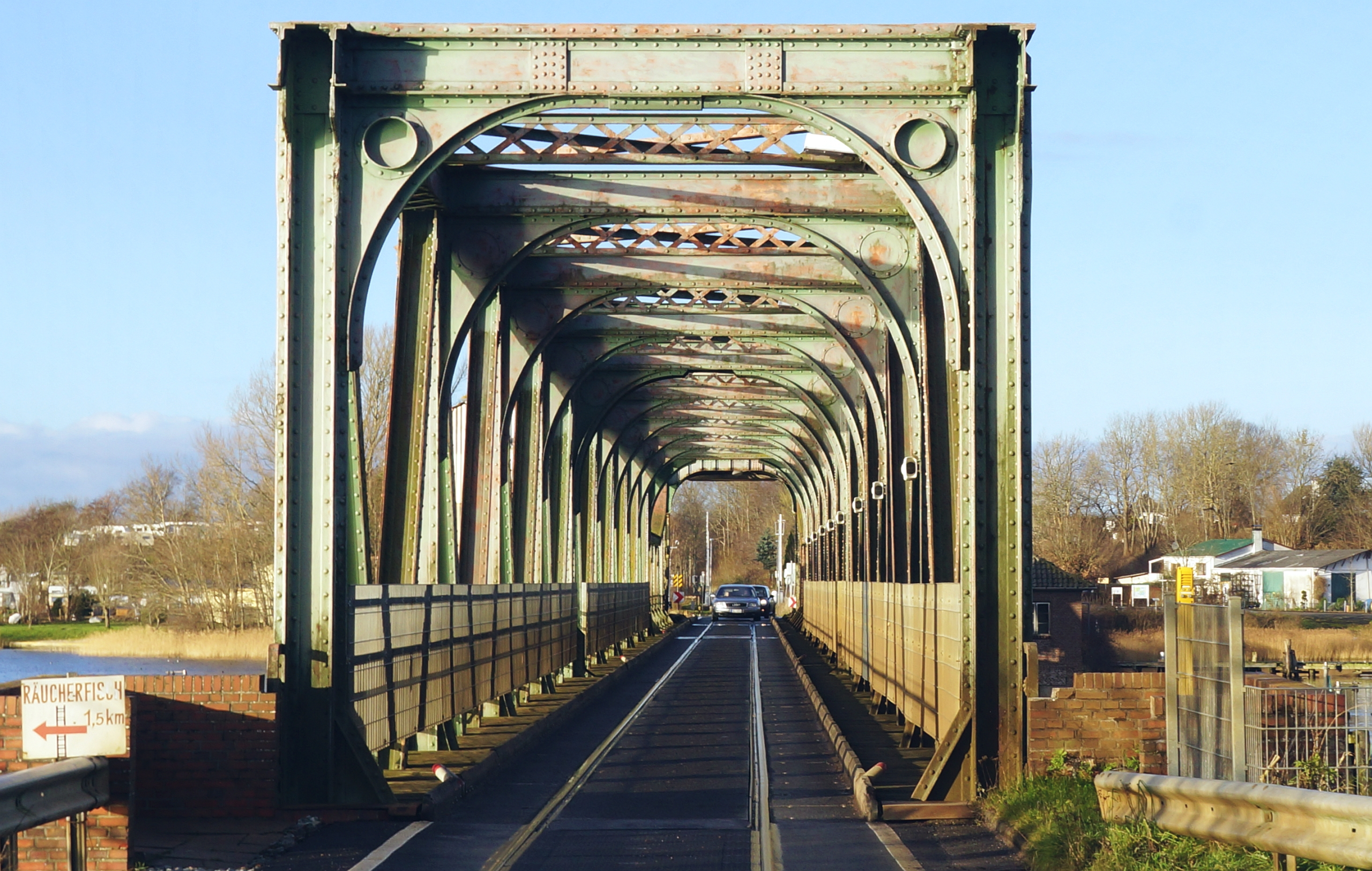
Stahlfachwerkbrücke von Süden
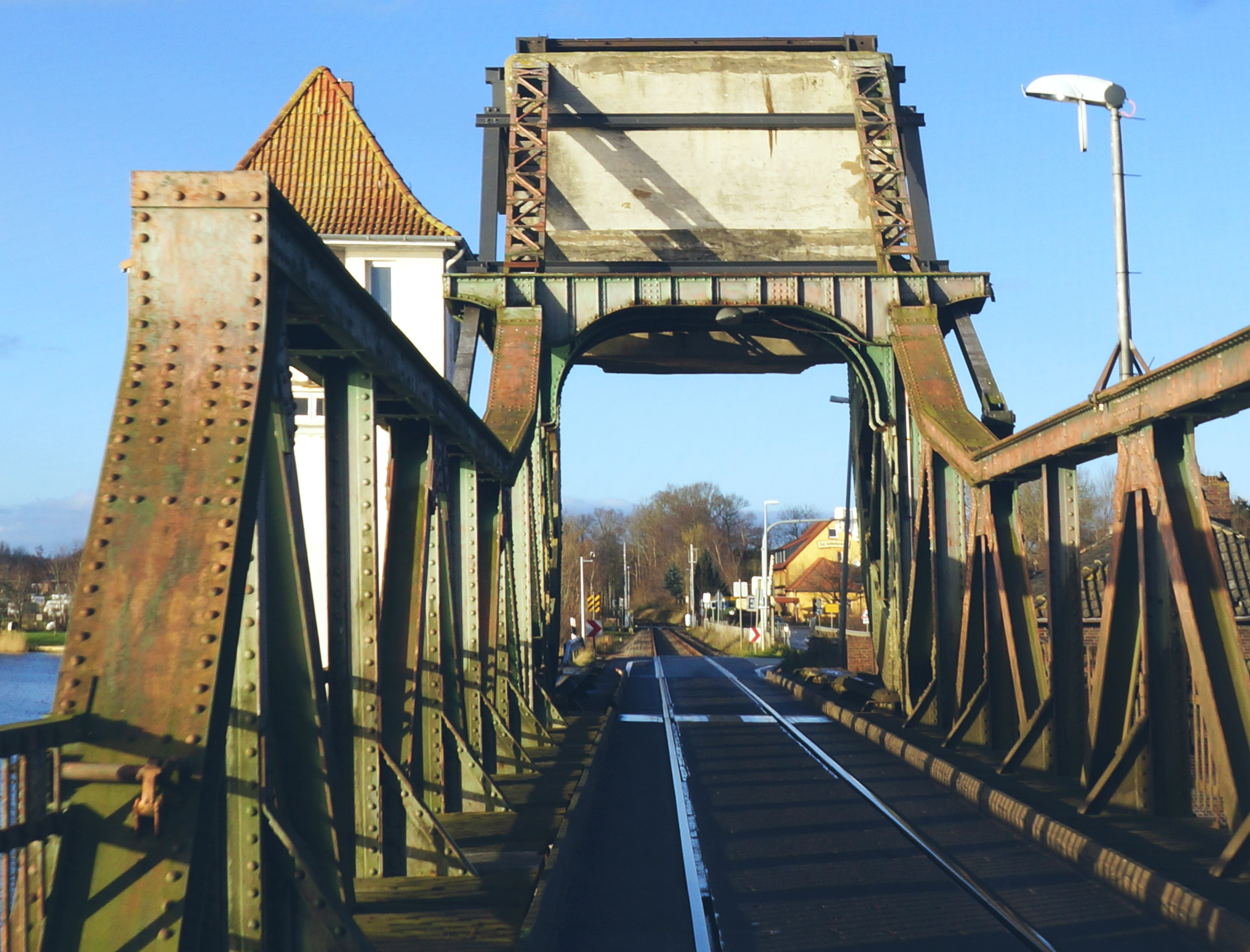
Klappbrückenteil mit Gegengewicht für eine Brückenöffnung
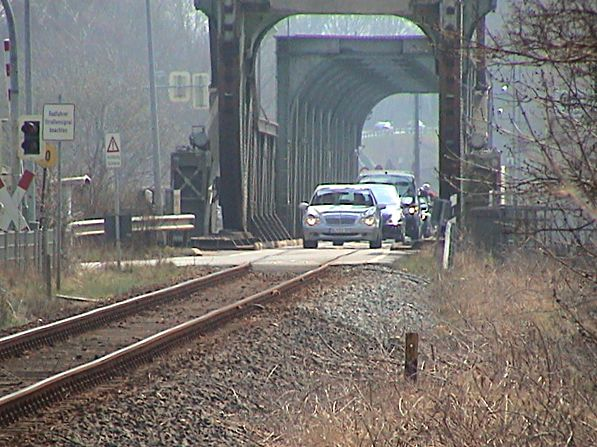
Bahngleis und Straße führen gemeinsam über die Brücke
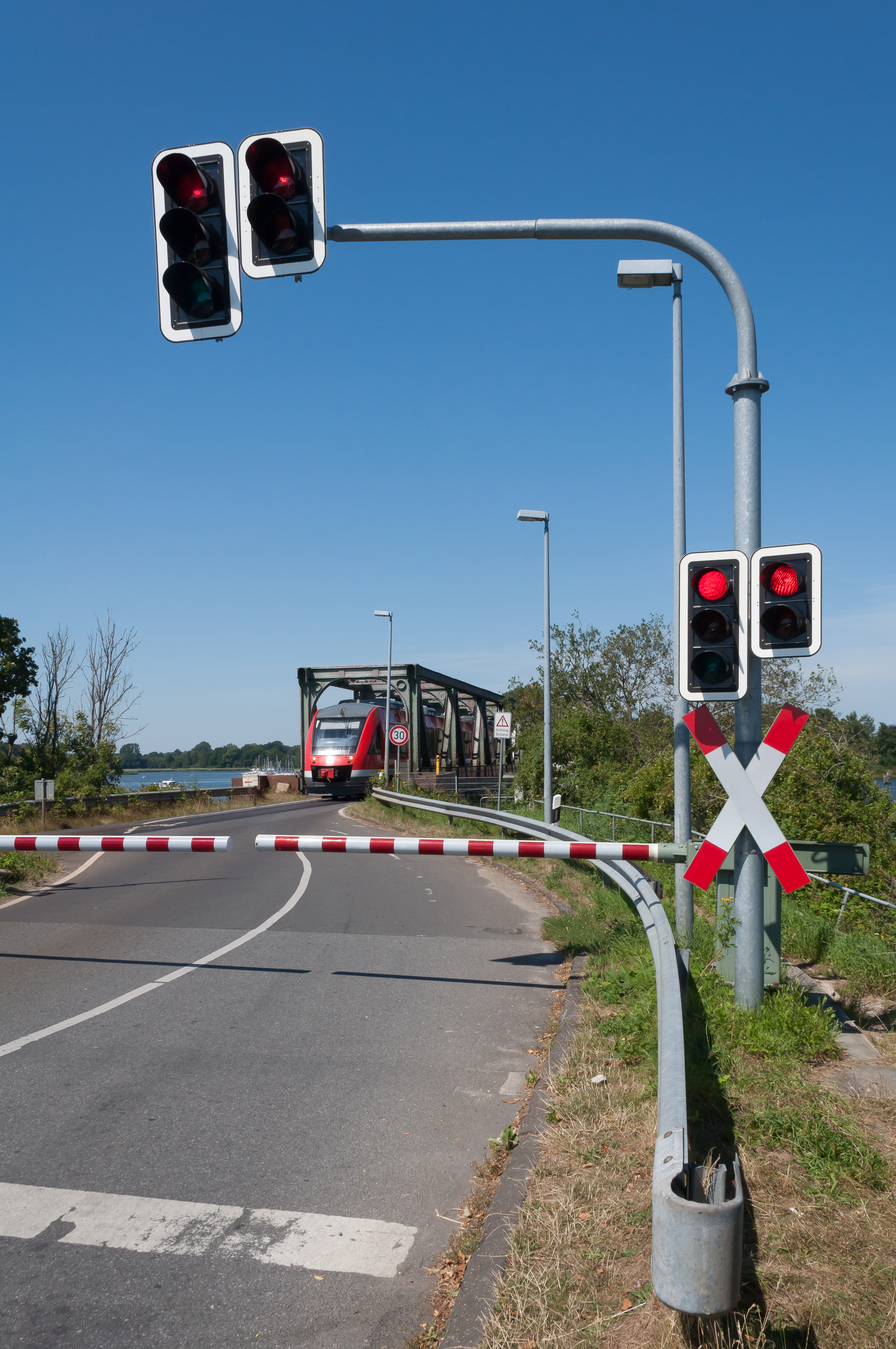
Geschlossene Bahnschranke an der Südseite

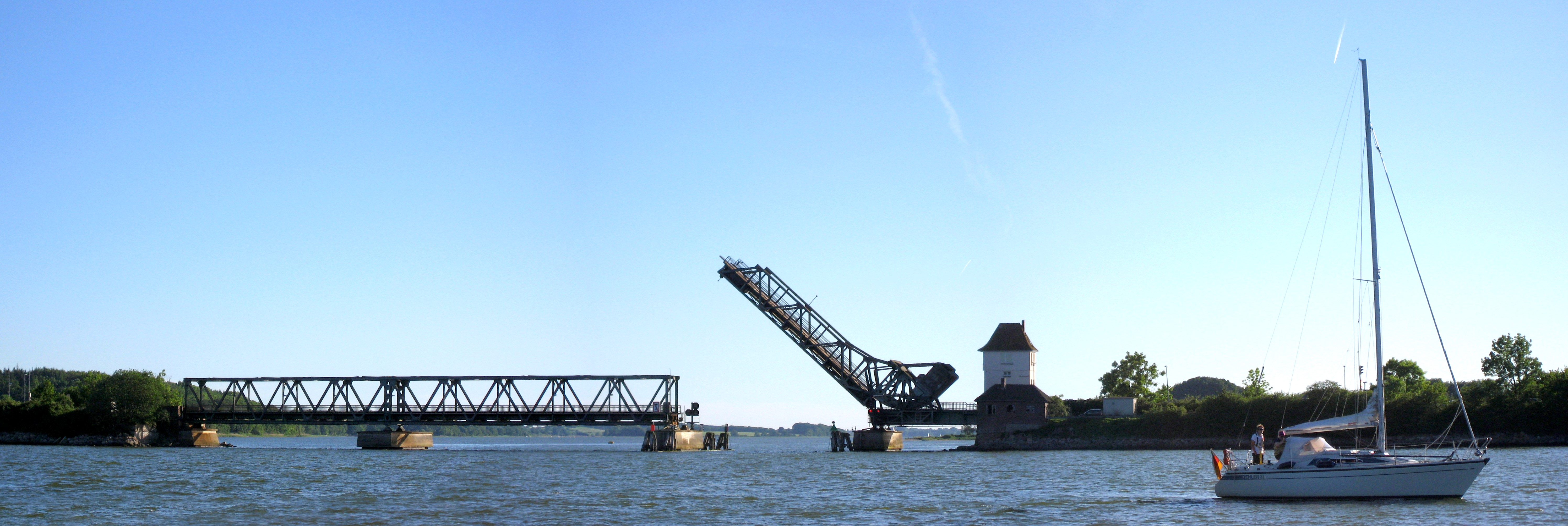
Öffnung der Lindaunisbrücke, Ostansicht

## Besonderes
Bekannt ist die Brücke unter anderem durch die ZDF-Serie Der Landarzt und den dritten Film aus der Werner-Reihe, Werner – Volles Rooäää!!!
Nördlich der Brücke befand sich der Bahnhof Lindaunis. Dort hielten bis 1986 Personenzüge. An seiner Stelle wurde 2021 ein Bedarfshalt für saisonalen Tourismusbetrieb eingerichtet. Das ehemalige Bahnhofsgebäude wurde zeitweise als Gaststätte betrieben.

## Neubau der Brücke
Wegen der langen Wartezeiten und häufiger Defekte wird die Brücke durch einen Neubau ersetzt, der ebenfalls als kombinierte Eisenbahn-Straße-Klappbrücke ausgeführt werden soll. Die Höchstgeschwindigkeit soll sich von 30 km/h auf 50 km/h auf der Straße und von 50 km/h auf 80 km/h für Schienenfahrzeuge erhöhen. Die Genehmigung für den Abbruch der denkmalgeschützten Brücke wurde der Bahn mit Schreiben vom 18. November 2014 erteilt.
Die Bauarbeiten sollten Ende 2016 beginnen. Im November 2016 wurde bekannt, dass sich der Baubeginn aufgrund von Verzögerungen bei der Genehmigung durch das Eisenbahn-Bundesamt verschiebt. Im Juli 2019 genehmigte das Eisenbahn-Bundesamt den Neubau. Die neue Brücke soll östlich neben dem Altbau entstehen und 126 Meter lang sein. Die Straße soll von einem auf zwei Fahrstreifen verbreitert werden, Autos müssen bei Zugdurchfahrten aber weiter warten. Fußgänger und Radler sollen erstmals einen drei Meter breiten Weg bekommen.
Vorbereitende Maßnahmen begannen im Oktober 2019. Die Fertigstellung der neuen Brücke war für Ende 2023 geplant.
Im September 2020 begannen die Bauarbeiten zur Vorbereitung des Damms und der Errichtung der neuen Pfeiler. Der Bau der neuen Brückenpfeiler sollte Anfang 2021 beginnen. Im Sommer 2021 führten die Arbeiten zu Setzungen an der alten Brücke, die den Klappmechanismus beeinträchtigten. Daraufhin wurde der Bau der neuen Brücke unterbrochen, um stattdessen Instandhaltungsarbeiten an der alten Brücke durchzuführen. Infolgedessen wurde das Fertigstellungsdatum für die neue Brücke auf Ende 2025 verschoben.
Wegen der Bauarbeiten erfolgte eine Sperrung der Brücke vom 1. November 2021 bis 15. Mai 2022. In dieser Zeit konnten nur Fußgänger und Radfahrer die Brücke passieren. Der Zugverkehr endete in Eckernförde und Süderbrarup, dazwischen bestand Schienenersatzverkehr. Ab dem 15. September 2022 wurde mit den neu eingerichteten Endhaltepunkten Boren-Lindaunis Schleibrücke Nord und Rieseby Schleibrücke Süd auf den Schienenersatzverkehr verzichtet. Die Züge enden seitdem an diesen Haltepunkten, der Weg über die Brücke muss zu Fuß zurückgelegt werden.
Die Kosten für den Neubau wurden im Oktober 2021 auf 84 Mio. Euro geschätzt, 2019 lag die Schätzung noch bei 46 Mio. Euro.

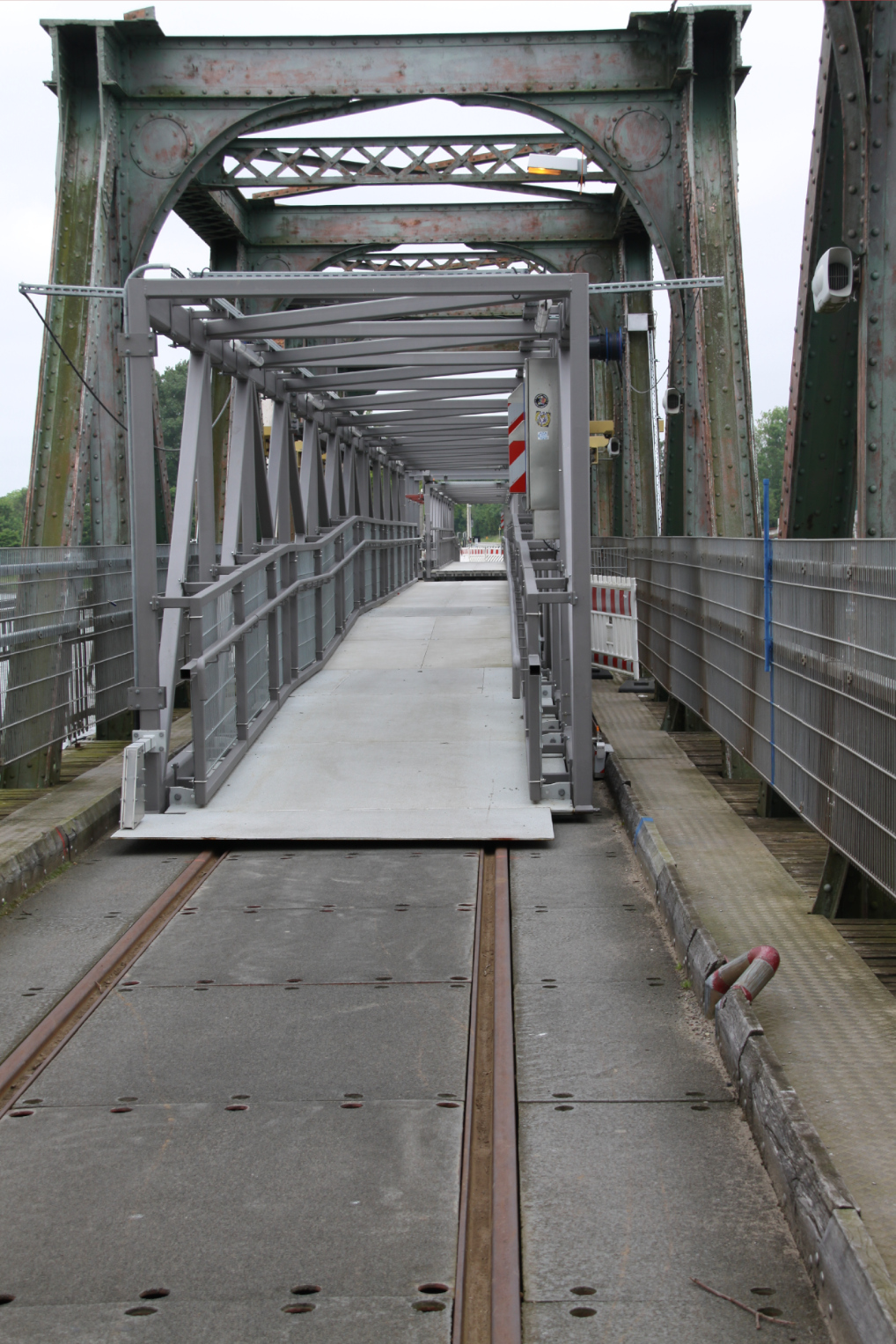
Integrierte Hilfsbrücke für Fußgänger und Radfahrer

Der Schiffsverkehr ist durch die Höhe der geschlossenen Brücke begrenzt. Für Schiffe wird die Brücke im Zeitraum der Sperrung wöchentlich (mit Ausnahmen) am Montag um 10.45 Uhr und am Freitag um 14.45 Uhr geöffnet.
Am 24. Februar 2023 gab die Deutsche Bahn AG bekannt, dass bei Instandhaltungsarbeiten neue Schäden entdeckt wurden. Gemeinsam mit dem Land Schleswig-Holstein, der maritimen Wirtschaft und den Bürgermeistern der Region wurde entschieden, dass das Klappteil der Bestandsbrücke ausgehängt und eine provisorische Brücke für Fußgänger gebaut wird. Ab dem 6. März 2023 wurde die Brücke vollständig gesperrt. Die Zugverbindung Kiel–Flensburg wurde ab dem 3. März 2023 auf der Gesamtstrecke durch Busse ersetzt, weil bei Kiel eine weitere Baustelle eingerichtet wurde (der Abschnitt Süderbrarup–Flensburg wäre nicht von Baustellen betroffen, wird aber ebenfalls von Bussen bedient). Das alte Brückenbauwerk wird bis zur Eröffnung der neuen Klappbrücke dauerhaft für den Kfz-Verkehr gesperrt bleiben.
Der Bau einer Hilfsbrücke für Fußgänger und schiebende Radfahrer sollte im Sommer 2023 abgeschlossen sein. Dann sollten die Züge wieder bis zu den Haltepunkten verkehren. Ende Juli 2023 gab die Deutsche Bahn bekannt, dass der Termin nicht gehalten werden könne und auf den Fahrplanwechsel im Dezember 2023 verschoben werde.
Die Hilfsbrücke für Fußgänger und Radfahrer wurde 2024 fertiggestellt.
Im April 2024 teilte die Deutsche Bahn mit, dass sich Bau und folgende Inbetriebnahme einer neuen Brücke über den zuvor genannten Termin im Jahr 2025 weiter verzögern. Auch die Kosten der Maßnahme würden über 84 Mio. EUR steigen. Im März 2025 wurde eine Fertigstellung im Jahr 2027 für möglich gehalten.